# Arisaema filiforme
Arisaema filiforme là một loài thực vật có hoa trong họ Ráy (Araceae). Loài này được (Reinw.) Blume mô tả khoa học đầu tiên năm 1836.

## Hình ảnh

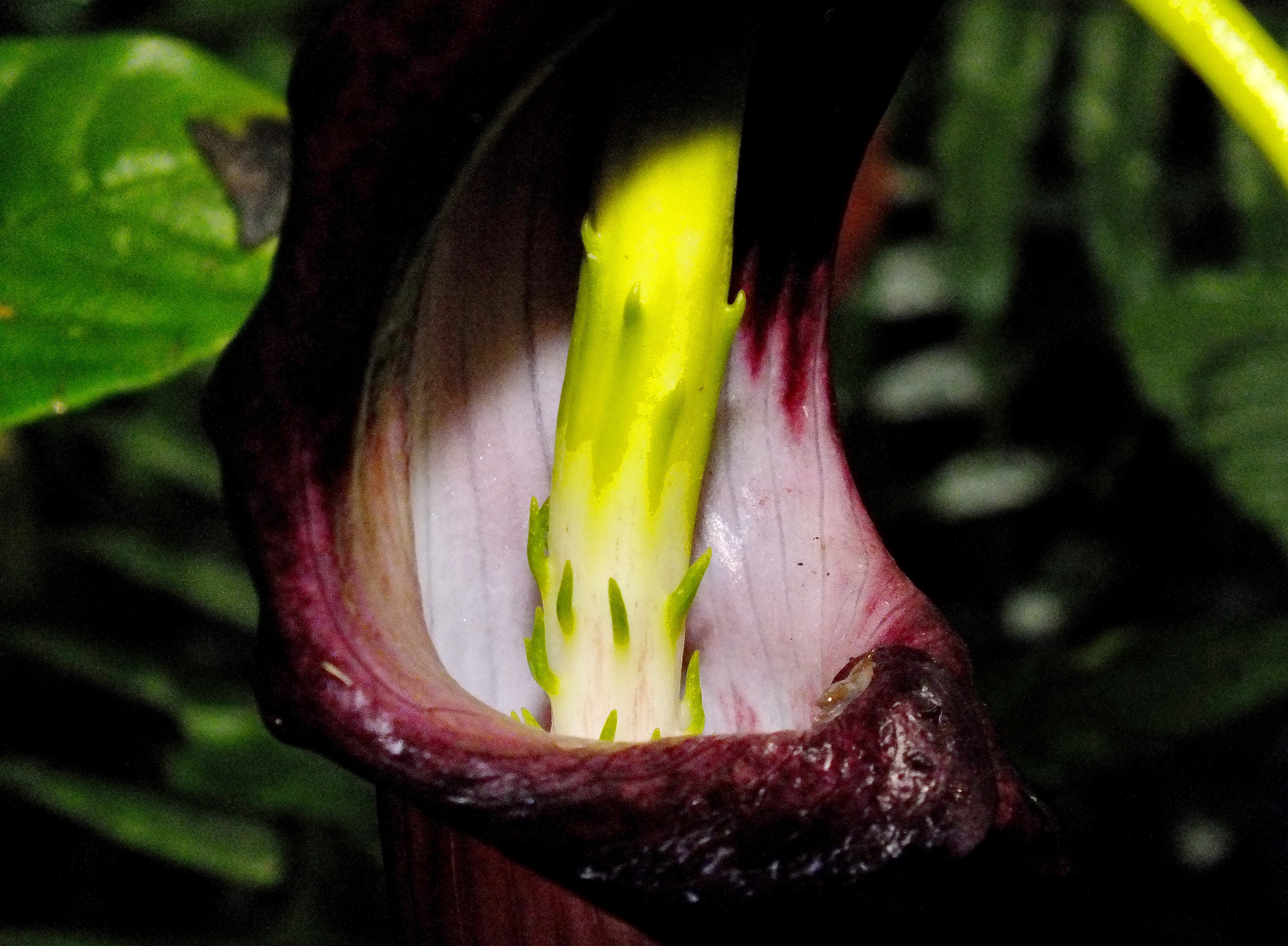
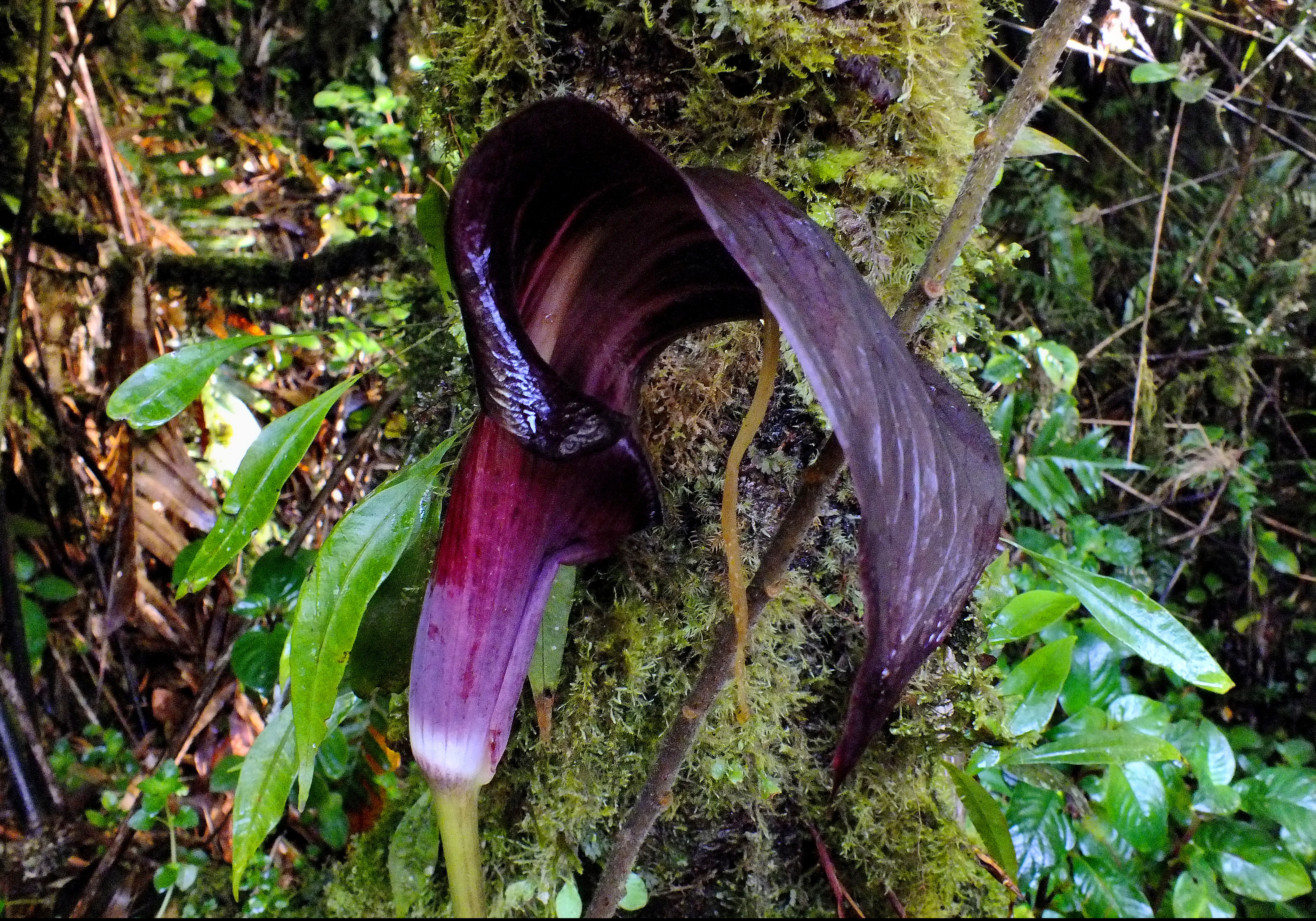